# Glaresis walzlae
Glaresis walzlae is een keversoort uit de familie Glaresidae. De wetenschappelijke naam van de soort is voor het eerst geldig gepubliceerd in 1983 door Scholtz.